# Luciana (futebolista)
Luciana Maria Dionizio (Belo Horizonte, 24 de julho de 1987) é uma futebolista profissional brasileira que atua como goleira. Atualmente, defende a Ferroviária de Araraquara-SP.

## Biografia

### Primeiros anos
Luciana nasceu em Belo Horizonte, capital do estado de Minas Gerais, em 1987.

## Carreira
Luciana fez parte do elenco da Seleção Brasileira de Futebol Feminino, nos Jogos Pan-Americanos de 2015, realizado em Toronto, no Canadá. Participou da campanha que conquistou a medalha de ouro após uma conquista de 4 a 0 sobre a Colômbia.
Não foi convocada para integrar a delegação brasileira nos Jogos Olímpicos de Verão de 2016, realizado no Rio de Janeiro. Foi investigada por uma atuação de ter facilitado a final do Campeonato Brasileiro de Futebol Feminino de 2016, em que sua equipe, o Rio Preto Esporte Clube em que a equipe foi derrotada pelo Flamengo.
Pelo comportamento 'estranho' de Luciana nos jogos, o Rio Preto acionou a atleta no Superior Tribunal de Justiça Desportiva (STJD). Apesar da não convocação, Marco Aurélio Cunha, coordenador da Seleção, defendeu a atleta das acusações.
Participou da Copa América Feminina de 2022, realizada na Colômbia. Na final, o Brasil venceu a Colômbia por 1 a 0 no Estádio Alfonso López, sagrando-se campeão.

## Títulos
Seleção Brasileira
- Jogos Pan-Americanos: 2015[12]

- Copa América Feminina: 2022[11]

### Prêmios individuais
- Bola de Prata - Melhor goleira: 2021, 2023